# Dan Sahlin
Dan Sahlin (ur. 18 kwietnia 1967 w Falun) – szwedzki piłkarz występujący na pozycji napastnika.

## Kariera klubowa
Sahlin karierę rozpoczynał w zespole Västerhaninge IF. W 1995 roku trafił do pierwszoligowego Hammarby IF. W sezonie 1995 rozegrał 24 spotkania i zdobył 12 bramek, jednak Hammarby spadło do drugiej ligi. W listopadzie 1995 roku został wypożyczony do angielskiego Birmingham City z Division One. W jego barwach zagrał w jednym meczu. W grudniu 1995 roku wrócił do Hammarby.
W 1996 roku Sahlin został graczem pierwszoligowego Örebro SK. W 1997 z 14 golami na koncie wraz z Matsem Lilienbergiem i Christerem Mattiassonem został królem strzelców Allsvenskan. W 1998 roku odszedł do duńskiego Aalborg BK. W 1999 roku zdobył z nim mistrzostwo Danii. W tym samym roku odszedł z klubu. W późniejszych latach grał jeszcze w Szwecji, w drużynach Eskilstuna City FK oraz Nynäshamns IF. W 2004 roku zakończył karierę.

## Kariera reprezentacyjna
W reprezentacji Szwecji Sahlin zadebiutował 15 listopada 1995 roku w zremisowanym 2:2 meczu eliminacji Mistrzostw Europy 1996 z Turcją. W latach 1995–1997 drużynie narodowej Sahlin rozegrał łącznie 3 spotkania.